# Bánki Ákos
Bánki Ákos (Kazincbarcika, 1982. február 8. –) Munkácsy Mihály-díjas magyar absztrakt festő és kurátor.

## Élete és munkássága
Diplomáját 2006-ban a Magyar Képzőművészeti Egyetem festő és tanár szakán szerezte, mesterei Molnár Sándor, Lossonczy Tamás és Drozdik Orsolya voltak. 2006-ban a mű-VÉSZ pince, 2009-ben a Roham  Galéria, 2013-ban a Latarka Művészeti Galéria alapító tagja.
Festészetét a formától és témától való teljes függetlenítés jellemzi, a totális absztrakcióra törekszik. A bécsi akcionizmus és az amerikai absztrakt expresszionizmus hatása a legerősebb művészetében. Művészetére Jackson Pollock mellett Arshile Gorky, Cy Twombly, Sam Francis, Arnulf Reiner és Kopasz Tamás egy-két korábbi sorozata hatott, az akcionisták közül Hermann Nitsch. Előszeretettel játszik a francia lírai absztrakcionizmusban burjánzó vörös-kék színkombinációval. Fő témája a pszichikum és a kép médiuma közötti minimális távolság megtalálása.
Széleskörű művészetszervezői tevékenységet folytat, kiállításokat rendez, grafikai mappákat szerkeszt, színházi előadásokban és performanszokban vesz részt. Jelenleg a K.A.S Galéria művésze. 

## Tanulmányai
- 2011- DLA Pécsi Tudományegyetem, Művészeti Kar
- 2002 Chelsea College of Art and Design, festő szak, London
- 2000-2006 Magyar Képzőművészeti Egyetem, festő szak, Budapest

## Díjai, elismerései
- 2004: 100. kiállítás, Sopron, MKE III. díj
- 2004: Európa Asztala, II. díj
- 2005: Nemzetközi Fiatalok Filmfesztiválja, Miskolc, különdíj
- 2011: Barcsay-díj
- 2012: Műút képzőművészeti nívódíj[4]
- 2012: Mazsaroff-díj
- 2013: Erasmus-ösztöndíj, Barcelona
- 2014 Erasmus Mundus Scholarship, Chisinau, Moldova
- 2020 Legjobb forgatókönyv, Hortobágyi – The Annihilated, Arte Non Stop Festival, Argentina
- 2022 NKA alkotói ösztöndíj
- 2022 MMA művészeti ösztöndíj
- 2024 Munkácsy Mihály-díj[5]

## Egyéni kiállítások
- 2023 Flumen II., K.A.S. Galéria, Budapest
- 2022 Parallel Colours, K.A.S Galéria, Budapest
- 2021 AA, Budapest Art Factory, Anthony Vasquezzel
- 2021 Flūmen, K.A.S. Galéria, Budapest
- 2019 VHS (Very High Sensibility), Artkartell Projectspace, Budapest

- 2019 Lélekvirágok, Miskolci Galéria, Miskolc
- 2019 Massive Color Osterreiches KulturForum, Budapest
- 2018 Sopianae Resident Art Budapest
- 2017 Hypermetropia, Ateliers Pro Arts Center, Budapest
- 2016 Psychic Space, ByArt Galéria
- 2014 BánkiBarcelona, MissionArt Galéria, Budapest
- 2013 Kumulus, Erlin Galéria, Budapest
- 2012 Határok, A.P.A. Galéria, Budapest, Szentgróti Dáviddal
- 2012 Ignis, B55 Art Galéria, Budapest Klimó Károllyal
- 2012 Kánon, Miskolci Galéria, Miskolc, Seres Lászlóval
- 2012 Bánki30, MissionArt Galéria, Budapest
- 2012 Közös nevező, G-café, Marosvásárhely, Botka Ildikóval
- 2011 Lélekvirág, Blog Galéria, Veszprém
- 2011 ART Placc, Mission Art Galéria, Tihany
- 2011 Barcsay-díj, Barcsay Múzeum, Szentendre
- 2010 Abstraction 2.0, B55 Contemporary Art Galéria, Budapest
- 2009 VEREBICS vs. BÁNKI Performansz, Artfactory Galéria, Budapest
- 2008 Abstraction, B55 Contemporary Art Gallery, Budapest
- 2008 Ha vörös, akkor mániákus, VAM Design Center, Budapest
- 2008 Cím nélkül, Erlin Galéria, Budapest
- 2008 H-26, Mű-VÉSZ pince, Budapest, Verebics Ágival
- 2007 Bartók 32 Galéria, Budapest, Verebics Ágival
- 2006 A.P.A. Galéria, Budapest, Drozdik Orshival
- 2006 Arany10 Galéria, Budapest, Valkó Gyulával
- 2006 Epreskert, Kálvária, Budapest
- 2006 Művészetek Háza, Miskolc

## Válogatott csoportos kiállítások
- 2024 Art and Antique, Budapest, Resident Art Galéria stand
- 2023 Budapest Contemporary, Resident Art stand
- 2021 Art Market Budapest, Resident Art stand
- 2020 Art Market Budapest, K.A.S. Galéria
- 2020 Szabadjáték / II. Képzőművészeti Nemzeti Szalon, Műcsarnok
- 2016 A múlt szabadsága, Mai Manó Ház
- 2015 3B Abstractions, Flux Galéria, Budapest
- 2015 Mindeközben, Partizán Galéria, PP Center, Budapest
- 2015 Levegőt! Partizán Galéria, PP Center, Budapest
- 2015 Az intimitástól a közszféráig, Művészetmalom, Szentendre
- 2014 Elemek lelke/Lélek elemei, Latarka Galéria, Budapest
- 2013 Artistas del Pouble Nau, Can Felipa Center, Barcelona, Spain
- 2013 On the production line – Gyártósoron, PP Center, Budapest
- 2013 B oldal, B55 Galéria, Budapest
- 2012 Szenvedéllyel élni, Válogatás Dr. Bodnár Zoltán gyűjteményéből, B55 Galéria, Budapest
- 2012 Artplacc, MissionArt Galéria, Budapest
- 2012 Gyűjtés egy nagy kaland, Válogatás a Rechnitzer-Gyimesi Gyűjteményből, Esterházy-palota, Győr
- 2012 XXI. Miskolci téli tárlat, Miskolci Galéria, Miskolc
- 2012 Párhuzamok, Molnár Sándor tanítványai, OTP Bank Galéria, Budapest
- 2011 Gátlások nélkül, komolyan, B55 Galéria, Budapest
- 2011 Válogatás a MissionArt Galéria kortárs gyűjteményéből, MissionArt Galéria, Budapest
- 2011 ART Market B55 Galéria, MissionArt Galéria, Budapest
- 2011 Szentendre a Gödörben hétköznapi progresszív alkotók seregszemléje,  Gödör, Budapest
- 2011 Spacemetal – Horváth Gábor (1974–2008) festőművész emlékkiállítása, Miskolci Galéria, Miskolc, MKE Barcsay
- Terem, Budapest
- 2011 Művésztelep a Vasgyárban, Missionart Galéria, Miskolc
- 2010 Szentendre a Gödörben hétköznapi progresszív alkotók seregszemléje,  Gödör, Budapest
- 2010 Holdutasok, Holdudvar Galéria, Budapest
- 2010 Nyári Tárlat, Mission Art Galéria, Budapest
- 2010 IV. BoulevardésBrezsnyev Picnique. Holdudvar Galéria, Budapest
- 2010 Plain Art Fesztivál, Budapest
- 2010 Májusi Kétnapos Nagyárverés, Pintér Sonja Galéria, Budapest
- 2009  XX. Miskolci Téli Tárlat, Miskolci Galéria, Miskolc
- 2009 Present, Megfizethetetlen, Present Galéria, Budapest
- 2009 Budapest Art Fair, B55 Galéria, Budapest
- 2009 Die Hard, BoulevardésBrezsnyev Galéria, Budapest
- 2009 Colorart Fesztivál, Zalaegerszeg
- 2009 No Goulasch Projekt, Budapest
- 2009 Absztrakt és Erotika, B55 Galéria Budapest
- 2009 Bolzano Art Fair, Mission Art Galéria, Italy
- 2009 ErotikART, Mediawave, Győr
- 2009 VibrART projekt, Boulvar Brezsnyev Galéria, Budapest
- 2009 The Iwano Project IX, Museum of Contemporary Arts, Novi Sad (Serbia)
- 2008 The Iwano Project IX, Belgrade in Muzej, Belgrade
- 2008 Gumicsizm-art, Indóház, Rum
- 2008 Első Kortárs  Aukció, Mission Art Galéria, Miskolc
- 2008 Rechnitzer Gyűjtemény, VAM DC, Budapest
- 2008 Fiat Lux, Erlin Galéria, Budapest
- 2008 Forint, Mission Art Galéria Miskolc
- 2007 52kortárs, VAM DC, Budapest
- 2007 Nyári szín tér, B55 Galéria, Budapest
- 2007 Hommage a Molnár Sándor, mű-VÉSZ pince, Budapest
- 2006 Plug In Műcsarnok, Budapest
- 2006 Erlin Galéria, Budapest
- 2006 Diploma MKE, Budapest
- 2006 Art Expo, Szentendre
- 2005 VI. Finn, Magyar, Romániai, Bolgár Művészeti Szimpózium
- 2005  Bartók 32. Galéria Budapest, Balatonalmádi
- 2005  Színhang Fesztivál no.3 Tűzraktár, Budapest
- 2005  VII. Performance Fesztivál, Szentendre
- 2005  Szemez Fesztivál Tűzraktár, Budapest
- 2005  M10, Miskolci Galéria, Miskolc
- 2005  Téli Tárlat Miskolc
- 2005  Plug In Műcsarnok, Budapest
- 2005  Volksbank Galéria, Budapest
- 2004  Mihasznák Támaszpont Galéria, Budapest
- 2004  Téli Tárlat Miskolc
- 2004  VI. Performance Fesztivál, Szentendre
- 2004  VÍZ Gödör Klub, Budapest
- 2004  Art Expo, Szentendre
- 2004  V/3 M.S.-kör, Budapest
- 2004  K.K.K., Soroksár
- 2003  Csalánlaves Fesztivál, Békéscsaba
- 2003  M11 Miskolc
- 2003  Colors, MKE Budapest
- 2002  Nemzetközi Rajz Biennálé, Salgótarján
- 2002  V/3 Millenáris Park, Budapest
- 2002  Városi Kiállítóterem, Kazincbarcika
- 2002  Art Expo, Szentendre
- 2002  21. Nemzetközi Grafikai Biennálé, Miskolc
- 2001  Téli Tárlat, Miskolc

## Filmrendezői munkák
- 2019 Hortobágyi, 30 perc, dokumentumfilm, gyártó Salamandra Film kft.
- 2018 Tiltott absztraktok, 61 perc, dokumentumfilm, saját gyártás
- 2015 Dream of Dionysos, kísérleti film
- 2015 Metamorphoses, kísérleti film
- 2014 Waiting For Better Times, 17 perc, dokumentumfilm, 2016, saját gyártás
- 2013 Barcelona Melancholy, kísérleti film
- 2010-2011 Roham Galéria online tv, szerkesztő-rendező
- 2005 Nemlátok / Sightless, kísérleti dokumentumfilm

## Vizuális tervezői munkák
- 2022 Csehov: Sirály, rendező: Feledi János, Nemzeti Táncszínház
- 2016 Jó estét nyár, jó estét szerelem!, Szöllősi Gézával, rendező: Szász János, Pesti Színház
- 2015 Szibériai Csárdás, Szöllősi Gézáva, rendező: Tasnádi Csaba, Móricz Zsigmond Színház, Nyíregyháza,
- 2014 Álomkommandó, Szöllősi Gézával, rendező: Szász János, Pesti Színház
- 2014 Hommage a Bartók, Szöllősi Gézával, Budapesti Tavaszi Fesztivál
- 2013 Porcelán, rendező: Andrea Ladányi, Veszprémi Tánc Színház
- 2013 Jókai Mór: A kőszívű ember fiai, rendező: Csaba Tasnádi, Móricz Zsigmond Színház, Nyíregyháza,
- 2012 Opera Galeria, rendező: Andrea Ladányi, Teatrul Clasic, Arad
- 2012 Mária főhadnagy, rendező: Csaba Tasnádi, Szeged Nemzeti Színház
- 2011 Mozart: Varázsfuvola, rendező: Andrea Ladányi, Móricz Zsigmond Színház, Nyíregyháza
- 2007-2008 Színpadi látványtervezés Merlin Színház, Budapest

## Performanszok
- 2020 PDP projekt, Valid World Hall, Barcelona, Spanyolország
- 2016 Ladányi-Bánki, A tánc fesztiválja, Veszprém
- 2013 Thank You For Your Invitation! Ladányi Andreával, Borlai Gergővel, Antic Theater, Barcelona, Spanyolország
- 2013 PIN Program, Ladányi Andreával,  Veszprémi Tánc Színház, Veszprém
- 2012 PIN Program, Ladányi Andreával,  Móricz Zsigmond Színház, Nyíregyháza
- 2009 Verebics vs. Bánki, Verebics Ágival, ArtFactory, Budapest
- 2005 Endnow, with Gyula Valkó, Szentendre, Performance Fesztivál

## Galéria alapítások
- 2013-2018 Latarka Galéria, Lengyel Intézet Budapest, alapító tag, kurátor
- 2010-2013 ROHAM Galéria, Budapest, alapító tag, kurátor
- 2006-2008 mű-Vész Pince, Budapest, alapító tag, kurátor

## Kurátori munkák
- 2019-2022 Garten Kortárs Művészeti Fesztivál, Lovas, Felsőörs, Csopak, Schneller Jánossal
- 2018 Tiltott Absztraktok, Art+Text Budapest, Einspach Gáborral
- 2017 Reposition, Latarka Galéria, Budapest
- 2017 Egy pillanat megragadása, Latarka Galéria, Budapest
- 2016 Mindörökké entrópia, Latarka Galéria, Budapest
- 2016 Hotel L&#39;Bújj, Latarka Galéria, Budapest
- 2015 3B Abstraction, Flux Galéria, Budapest
- 2014 New Vision-Pulse, Art-Labyrinth, Chisinau, Moldova
- 2014 Dől a bálvány!, PP Center, Budapest
- 2014 Minden van, Koppányi Péterrel, Latarka Galéria, Budapest
- 2013 Borogass, Latarka Galéria, Budapest
- 2013 Budalona, Latarka Galéria, Budapest
- 2013 Bűn- Ti, Mi és Ők, Latarka Galéria, Budapest
- 2013 A lányok tudják, a fiúk meg nem..., Latarka Galéria, Budapest
- 2013 Terítve, Latarka Galéria, Budapest, (Bársony Istvánnal, Esse Bánki Ákossol, Tomasz Piars-szal)
- 2013 Ő-Univerzum, Latarka Galéria, Budapest
- 2013 Reborn, Latarka Galéria, Budapest
- 2013 B Oldal, B55 Galéria, Budapest
- 2012 Organs and Exstasy, Szöllősi Gézával, Rechnitzer Zsófiával, Besztercebánya, Szlovákia
- 2011 Befogadjuk Őket!, Váltósáv Foundation
- 2009 Boulevard és Brezsnyev Galéria, Budapest, projectmanager, kurátor
- 2009 Miskolci Földalatti Képzőművészeti Projekt, Kishonthy Zsolttal és Nagy Szilviával
- 2008-2011 VAM Design Center, művészeti manager
- 2008 Forint- Contemporary Art Exhibition, Kishonthy Zsolttal
- 2007 Montmartre Fesztivál, Nemzetközi Művészeti Fesztivál, Miskolc